# Murok
A murok (Daucus) a zellerfélék (Apiaceae) családjának egyik nemzetsége. Világszerte mintegy 60, Európában tíz faja ismert. Ezenkívül a nemzetség egyetlen Magyarországon előforduló fajára, a vadmurokra, illetve néhol – például Erdélyben – a sárgarépára is használják ezt az elnevezést.

## Jellemzők
A virágzat hímnős, fehér szirmú virágok alkotta összetett ernyő. A virágzat tövén eredő gallérlevelek szálas cimpájúak, szárnyasan szeldeltek. Az alsó levelek két- vagy többszörösen szárnyaltak, a levélkék szeletei keskenyek, szálasak. Termésük horgas, tüskés.

## Vadmurok(D. carota)
A nemzetséget Magyarországon egyetlen faj, a mindenfelé gyakori vadmurok (gyakran csak murok, más néven vadrépa - D. carota) képviseli, melynek termesztett alfaja a sárgarépa (D. carota subsp. sativa). Legfeljebb 1 m magas, elágazó szára barázdás, borzas szőrű. Karógyökere vaskos, fehér színű. A faj jellegzetessége, hogy a virágzat gyakran homorú, azaz a közepe (ahol általában egy sötétbordó színű virág található) bemélyedt. Az ernyőcskék szárai a teljes virágzás előtt és elvirágzás után jellegzetesen egymás felé hajlanak. Általában két-, néha több éves, júniustól szeptemberig virágzik.